# Frenzy
Frenzy is een Britse misdaad/thrillerfilm uit 1972, geregisseerd door Alfred Hitchcock. Het is de op een na laatste speelfilm uit zijn carrière.
De film is gebaseerd op de roman Goodbye Piccadilly, Farewell Leicester Square van Arthur La Bern, aangepast voor het grote doek door Anthony Shaffer. La Bern liet later zijn ontevredenheid blijken over het script. Hoofdrollen worden vertolkt door Jon Finch en Barry Foster.

## Verhaal
In Londen zijn enkele vermoorde vrouwen gevonden. Ze zijn met een stropdas gewurgd.
De film is vermaard omwille van enkele akelige sleutelscènes. De scène met de verkrachting en moord op Brenda, gespeeld door Barbara Leigh-Hunt, is opgebouwd uit meerdere korte opnames, op dezelfde manier als in de douchescène in Psycho, waardoor het geweld en de horror ingrijpender overkomen. Het is de enige moord die wordt getoond in de film, omdat scenarist Schaffer Hitchcock kon overtuigen dat een tweede moord overbodig zou zijn.
De moord op de dienster Barbara Jane "Babs" Milligan gebeurt buiten beeld. Het publiek ziet hoe moordenaar Bob Rusk (gespeeld door Barry Foster) haar meeneemt naar boven, naar zijn appartement. De deur gaat dicht en de camera loopt langzaam achteruit, de trap weer af. Het publiek krijgt duidelijk de boodschap dat Babs niet lang meer te leven heeft. Vervolgens ziet het publiek dat Rusk met een grote zak buitenkomt die hij achter op een vrachtwagen gooit tussen een lading aardappelen. Een uur later herinnert Rusk zich echter dat Babs een speld van zijn revers trok terwijl hij haar wurgde. Hij rent weer naar de vrachtwagen, die nog niet weggereden is, en klimt erin om de speld uit de dode vingers van Babs te halen. Intussen is het dag geworden en vertrekt de vrachtwagen. De moordenaar doorzoekt hopeloos de zakken met aardappelen naar de hand van de dode vrouw. Door de rigor mortis kan hij de speld pas ontfutselen nadat hij haar vingers gebroken heeft. Deze scène is ook samengesteld uit veel korte opnames, waardoor de spanning stijgt en dit een van de meest kenmerkende scènes van de film is.
Veel detectivefilms van Hitchcock wijken af van het standaardpatroon. De meeste detectiveverhalen worden gezien door de ogen van de detective en het publiek weet tot het einde niet wie de dader is. Bij deze Hitchcockfilm is het publiek al vroeg in de film volledig op de hoogte van de identiteit van de moordenaar (Bob Rusk) en wordt getoond hoe de bewijzen zich opstapelen tegen de onschuldige man Richard Blaney (gespeeld door Jon Finch). Blaney wordt opgesloten door de politie, hoewel hij zijn onschuld staande houdt. Pas dan dringt stilaan tot de rechercheur door dat hij de verkeerde man heeft gearresteerd. Komische voorvallen in verschillende scènes uit het huiselijk leven van de rechercheur worden gebruikt om de horror van de doodscènes beter te laten uitkomen.
Rechercheur Oxford bespreekt de zaak met zijn vrouw en de vrouw brengt hem langzaam op het juiste spoor met een aantal eenvoudige maar gepaste vragen en opmerkingen. Blaney ontsnapt uit de gevangenis, en de rechercheur weet dat hij naar de flat van Rusk zal gaan. Blaney komt daar aan en merkt dat de deur open is. Hij sluipt in stilte binnen en denkt dat hij het hoofd van Rusk ziet, die ligt te slapen. Hij slaat erop met een bandijzer, maar dan blijkt dat het niet Rusk is, maar weer een vrouw die met een stropdas gewurgd is (in het boek is het de assistente van Brenda, in de film een andere vrouw).
Hier eindigt het boek, maar de film gaat verder. De rechercheur stormt plots binnen terwijl Blaney nog altijd over het lichaam gebogen staat met het ijzer in de hand. Blaney roept zijn onschuld uit, maar de politieagent gebaart hem te zwijgen. Dan horen ze Rusk die iets zwaars de trap opdraagt, zonder te vermoeden dat hij bezoek heeft. Rusk brengt een grote koffer binnen, kennelijk om het lichaam weg te dragen, en zijn schuld is duidelijk. Hier eindigt de film terwijl hoofdinspecteur Oxford zegt: "Mr. Rusk, u draagt geen das."

## Rolverdeling
| Acteur             | Personage                    |
| ------------------ | ---------------------------- |
| Jon Finch          | Richard Ian "Dick" Blaney    |
| Alec McCowen       | Chief Inspector Oxford       |
| Barry Foster       | Robert "Bob" Rusk            |
| Billie Whitelaw    | Hetty Porter                 |
| Anna Massey        | Barbara Jane "Babs" Milligan |
| Barbara Leigh-Hunt | Brenda Margaret Blaney       |
| Bernard Cribbins   | Felix Forsythe               |
| Vivien Merchant    | Mrs. Oxford                  |
| Clive Swift        | Johnny Porter                |
| Michael Bates      | Sergeant Spearman            |
| Jean Marsh         | Monica Barling               |

Hitchcock heeft drie minuten na aanvang van de film een cameo, waarin hij in het midden van een menigte staat en naar een toespraak luistert. Hij is de enige die niet applaudisseert.

## Productie
Na enkele minder succesrijke films over politiek intriges en spionage, keerde Hitchcock met Frenzy terug naar het moordgenre. Hij haalde in de film tevens een van zijn favoriete thema's, dat van een onschuldige man die ten onrechte verdacht wordt, weer van stal.
Hitchcock liet de hele film opnemen in Londen, na jarenlang in de Verenigde Staten te hebben gewerkt. Opnames op locatie zijn onder andere gemaakt bij de Theems, de Tower Bridge, en in en rond Covent Garden. Binnenscènes werden gefilmd in de Pinewood Studios. De film was een soort eerbetoon aan het Londen van Hitchcocks eigen jeugd, daar zijn vader zelf als handelaar werkte in Covent Garden. Hitchcock wilde in zijn film Covent Garden zo veel mogelijk tonen zoals hij het zich herinnerde. Het gebied dat in de film te zien is bestaat nog steeds, maar de markt is hier niet langer aanwezig. In de gebouwen uit de film zitten nu banken en kantoren, restaurants en nachtclubs.
Veel critici beschouwen Frenzy als de laatste grote Hitchcock-film en een comeback na mindere werken als Topaz en Torn Curtain.

## Prijzen en nominaties
In 1973 won Frenzy de CEC Award voor beste buitenlandse film (Mejor Película Extranjera)
Datzelfde jaar werd de film voor nog eens 5 prijzen genomineerd:
- Vier Golden Globes (beste regisseur, beste film – drama, beste muziek en beste scenario)
- Een Edgar Allan Poe Award voor beste film.

In 2005 werd Frenzy samen met een aantal andere films van Hitchcock genomineerd voor de Satellite Award voor Outstanding Classic DVD.